# 제니 던카프

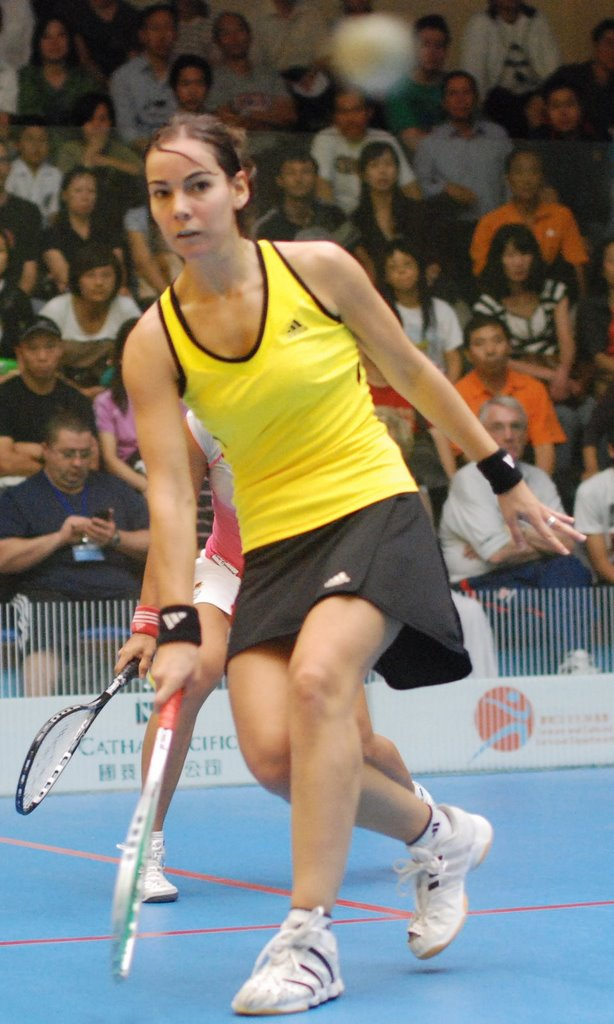
제니 던카프, 2009년

제니 던카프(Jenny Duncalf, 1982년 11월 10일 출생, 네덜란드 하를럼 출신)는 영국의 프로 스쿼시 선수이다.
던카프는 유럽 개인 스쿼시 선수권 대회에서 2006년과 2007년에 우승하였고, 브리티시 내셔널 선수권 대회에서 2007년에 우승하였다. 그녀는 또한 세계 팀 선수권 대회에서 우승한 2006년 영국 팀의 일원이었다. 2008년에 그녀는 브리티시 오픈에서 결승까지 진출하였다(결승전에서 니콜 데이비드에게 패하였다).
주니어 선수로서, 던카프는 유럽 주니어 선수권 대회에서 우승하였다.

## 같이 보기
- 스쿼시 선수 목록